# 1865年10月19日日食
1865年10月19日日食为一次在协调世界时1865年10月19日出現的日環食。該次日食食分為0.9263，食甚維持9分27秒。

## 概述
這次日食的食分是0.9263，環食維持9分27秒。

## 基本參數
- 類型：日環食
- 食甚資料：
  - 日期：1865年10月19日
  - 時間：16時21分14秒
  - 地點：21N 60W
  - 食分：0.9263
  - 日環食持續時間：9分27秒

## 外部連結
- NASA日食專頁（页面存档备份，存于）（英文）